# Badfinger
Badfinger war eine britische Rockband.

## Bandgeschichte
Unter dem Namen The Iveys wurde die Gruppe 1966 von Tom Evans (1947–1983), Mike Gibbins (1949–2005), Pete Ham (1947–1975) und Ron Griffiths (* 1946) gegründet. Sie traten zunächst als Backing-Band von David Garrick auf, bis sie Demo-Bänder zu Apple Records, dem von der Band The Beatles gegründeten Label, schickten und von dem Beatles-Musiker und Produzenten Paul McCartney, nachdem der Beatles-Tourmanager Mal Evans die aus Engländern und Walisern bestehende Band vorgeschlagen hatte, als Iveys unter Vertrag genommen wurden. 1968 erschien die erste Single Maybe Tomorrow, die kein großes Aufsehen erregte. Bald darauf stieg Griffiths aus. Für ihn kam Joey Molland. 1969 trat die Band erstmals (benannt nach Bad Finger Boogie, dem ursprünglichen Arbeitstitel von With a Little Help from My Friends) als Badfinger, zur Vermeidung einer Verwechslung mit einer ebenfalls „The Iveys“ genannten Band, auf. 1970 kam die McCartney-Komposition Come and Get It bis auf Platz 4 der britischen Charts.
Sie wurden von nicht wohlwollenden Kritikern als Karikaturen der Beatles bezeichnet. Vor allem in den USA konnten sie mehrere Erfolge verzeichnen. 1971 kam die Hitsingle No Matter What auf den Markt. Badfinger war auf Alben von George Harrison und John Lennon zu hören, und auch beim Konzert für Bangladesh war die Gruppe beteiligt. Die folgende Single Day after Day war auch erfolgreich, Baby Blue schon weniger. Ihr Song Without You wurde in der Coverversion von Harry Nilsson zu einem Welterfolg, später ebenfalls für Mariah Carey.
1973 wechselte Badfinger zu Warner Brothers. Apple torpedierte ihr erstes Album für Warner Brothers, indem es im Dezember 1973 Ass veröffentlichte. Sowohl Badfinger als auch Wish You Were Here (beide 1974) konnten nicht an die früheren Erfolge anknüpfen. Kurze Zeit später verließ Molland die Band.
Am 23. April 1975 erhängte sich Pete Ham, nachdem auch er Badfinger verlassen hatte, in seiner Garage. Die Band hatte jahrelang vergeblich um mehr Einfluss bei ihren Managern und den Plattenfirmen gekämpft, aber wurde nur systematisch ausgebeutet (unter anderem war das Album Badfinger nach finanziellen Unregelmäßigkeiten bei der Abrechnung vom Markt genommen worden). Hams letzte Arbeit mit Badfinger war das Album Head First. Es blieb unveröffentlicht und konnte erst im Jahr 2000 den Fans zugänglich gemacht werden.
Für eine Reunion Badfingers engagierten Molland und Evans 1978 Peter Clarke und Tony Kaye (Ex-Yes). Das Album Airwaves von 1979 erntete allerdings wenig Erfolg. 1981 erschien mit Say No More Badfingers letztes Album. 
Am 19. November 1983 nahm sich der Sänger und Bassist Tom Evans im Alter von 36 Jahren genauso wie Ham durch Erhängen das Leben. Er hatte lange erfolglos vor Gericht darum gekämpft, an den Einnahmen aus seinen Songs – im Speziellen von Without You, den er zusammen mit Pete Ham geschrieben hatte – beteiligt zu werden. Das Geld war irgendwo bei den beteiligten Plattenfirmen und Managern verschwunden.
Mike Gibbins starb mit 56 Jahren am Morgen des 4. Oktober 2005 im Schlaf in seinem Haus in Florida.
Joey Molland starb mit 77 Jahren am Abend des 1. März 2025 in einem Krankenhaus in seinem Wohnort St. Louis Park, Minnesota. Er war das letzte lebende Mitglied der bekanntesten und erfolgreichsten Besetzung der Gruppe Ham-Molland-Evans-Gibbins.

## Trivia
In der letzten Szene der Erfolgsserie Breaking Bad wurde das 1971 erschienene Lied Baby Blue verwendet. Durch die Popularität der Serie stiegen die Verkaufszahlen der digitalen Version und die Anzahl der Internetstreams kurzzeitig stark an.

## Diskografie

### Studioalben
| Jahr | Titel                 | Höchstplatzierung, Gesamtwochen, AuszeichnungChartplatzierungen (Jahr, Titel, Platzierungen, Wochen, Auszeichnungen, Anmerkungen) | Höchstplatzierung, Gesamtwochen, AuszeichnungChartplatzierungen (Jahr, Titel, Platzierungen, Wochen, Auszeichnungen, Anmerkungen) | Höchstplatzierung, Gesamtwochen, AuszeichnungChartplatzierungen (Jahr, Titel, Platzierungen, Wochen, Auszeichnungen, Anmerkungen) | Höchstplatzierung, Gesamtwochen, AuszeichnungChartplatzierungen (Jahr, Titel, Platzierungen, Wochen, Auszeichnungen, Anmerkungen) | Höchstplatzierung, Gesamtwochen, AuszeichnungChartplatzierungen (Jahr, Titel, Platzierungen, Wochen, Auszeichnungen, Anmerkungen) | Anmerkungen                         |
| Jahr | Titel                 | DE | AT | CH | UK | US | Anmerkungen                         |
| ---- | --------------------- | --- | --- | --- | --- | --- | ----------------------------------- |
| 1970 | Magic Christian Music | — | — | — | — | US55 (17 Wo.)US | Erstveröffentlichung: Januar 1970   |
| 1970 | No Dice               | — | — | — | — | US28 (15 Wo.)US | Erstveröffentlichung: November 1970 |
| 1971 | Straight Up           | — | — | — | — | US31 (32 Wo.)US | Erstveröffentlichung: Dezember 1971 |
| 1973 | Ass                   | — | — | — | — | US122 (8 Wo.)US | Erstveröffentlichung: November 1973 |
| 1974 | Badfinger             | — | — | — | — | US161 (5 Wo.)US | Erstveröffentlichung: Februar 1974  |
| 1974 | Wish You Were Here    | — | — | — | — | US148 (6 Wo.)US | Erstveröffentlichung: November 1974 |
| 1979 | Airwaves              | — | — | — | — | US125 (8 Wo.)US | Erstveröffentlichung: März 1979     |
| 1981 | Say No More           | — | — | — | — | US155 (6 Wo.)US | Erstveröffentlichung: Januar 1981   |

grau schraffiert: keine Chartdaten aus diesem Jahr verfügbar
Weitere Alben
- 1969: Maybe Tomorrow (als The Iveys)
- 1990: Day After Day: Live
- 1997: BBC in Concert 1972-3
- 2000: Head First
- 2013: Timeless… The Musical Legacy

### Singles
| Jahr | Titel Album                           | Höchstplatzierung, Gesamtwochen, AuszeichnungChartplatzierungen (Jahr, Titel, Album, Platzierungen, Wochen, Auszeichnungen, Anmerkungen) | Höchstplatzierung, Gesamtwochen, AuszeichnungChartplatzierungen (Jahr, Titel, Album, Platzierungen, Wochen, Auszeichnungen, Anmerkungen) | Höchstplatzierung, Gesamtwochen, AuszeichnungChartplatzierungen (Jahr, Titel, Album, Platzierungen, Wochen, Auszeichnungen, Anmerkungen) | Höchstplatzierung, Gesamtwochen, AuszeichnungChartplatzierungen (Jahr, Titel, Album, Platzierungen, Wochen, Auszeichnungen, Anmerkungen) | Höchstplatzierung, Gesamtwochen, AuszeichnungChartplatzierungen (Jahr, Titel, Album, Platzierungen, Wochen, Auszeichnungen, Anmerkungen) | Anmerkungen                                       |
| Jahr | Titel Album                           | DE | AT | CH | UK | US | Anmerkungen                                       |
| ---- | ------------------------------------- | --- | --- | --- | --- | --- | ------------------------------------------------- |
| 1968 | Maybe Tomorrow                        | — | — | — | — | US67 (6 Wo.)US | Erstveröffentlichung: November 1968 als The Iveys |
| 1969 | Come and Get It Magic Christian Music | DE34 (2 Wo.)DE | — | — | UK4 (11 Wo.)UK | US7 (15 Wo.)US | Erstveröffentlichung: Dezember 1969               |
| 1970 | No Matter What No Dice                | DE32 (4 Wo.)DE | — | — | UK5 (12 Wo.)UK | US8 (12 Wo.)US | Erstveröffentlichung: November 1970               |
| 1971 | Day After Day Straight Up             | DE25 (7 Wo.)DE | — | — | UK10 (11 Wo.)UK | US4 Gold · (14 Wo.)US | Erstveröffentlichung: November 1971               |
| 1972 | Baby Blue Straight Up                 | DE30 (3 Wo.)DE | — | — | UK73 (1 Wo.)UK | US14 (10 Wo.)US | Erstveröffentlichung: März 1972                   |
| 1979 | Love Is Gonna Come at Last Airwaves   | — | — | — | — | US69 (4 Wo.)US | Erstveröffentlichung: März 1979                   |
| 1981 | Hold On Say No More                   | — | — | — | — | US56 (8 Wo.)US | Erstveröffentlichung: Januar 1981                 |

grau schraffiert: keine Chartdaten aus diesem Jahr verfügbar